# 任弼绍
任弼绍（1911年10月—1984年5月30日），曾用名任家骧，男，山西太原人，中国政治人物，曾任电力部物资局局长。

## 生平
曾就读于太原进山中学。1933年春在北京大学读书期间，加入了社会科学家联盟。同年8月，在太原成成中学加入中国共产党，并任山西社联书记。1934年底任塔斯社通讯员。1937年起，历任晋西北游击队参谋、科长，陕甘宁边区工业局纺织厂厂长等职。1945年后，历任东北麻山、蛟河、抚顺煤矿矿长，抚顺矿务局第二副局长，中共抚顺市委委员等职。1949年中华人民共和国成立后，历任燃料工业部煤矿总局副局长，中国煤矿工会全国委员会常务委员，煤炭工业部技术司司长等职。1964年转入电力工业部门工作，历任水利电力部农村电气化局局长，电力部物资局局长，中国水利电力企业管理协会副会长兼秘书长等职。1984年5月30日逝世。